# Budimski pašaluk
Budimski pašaluk (osmansko turško ایالت بودین, Eyalet i-Budin, madžarsko Budai vilajet, srbsko Budimski vilajet ali Будимски вилајет, hrvaško Budimski vilajet) je bil administrativna ozemeljska enota Osmanskega cesarstva v Srednji Evropi in na Balkanu. Ustanovljen je bil potem, ko je Osmansko cesarstvo osvojilo Srbski despotat in Kraljevino Ogrsko. Upravno središče pašaluka je bil Budim (turško Budim, madžarsko Buda).
Prebivalstvo pašaluka je bilo narodnostno in versko zelo različno. Na njegovem ozemlju so živeli Madžari, Hrvati, Srbi in Slovaki, muslimani različnih nacionalnosti ter Judi in Romuni. Mesto Budim je bilo v 17. stoletju muslimansko, večinoma zaradi priseljevanja balkanskih muslimanov.

## Zgodovina
V 16. stoletju je Osmansko cesarstvo osvojilo južni niz trdnjav (végétvár) Kraljevine Ogrske. Po bitki pri Mohaču leta 1526, v kateri je bila Kraljevina Ogrska težko poražena, in nemirih, ki jih je povzročil poraz, se je osmanski vpliv začel širiti na srednji del Kraljevine Ogrske. Ko so osmanske čete v letih 1526 in 1529 osvojile  Budim, je začel Sulejman I. Veličastni območje Budima uporabljati kot ozemlje zavezniškega kraljestva in ga ni popolnoma pridružil  svojemu cesarstvu.
Leta 1541 se je Sulejman odločil utrditi osvojeno območje Budima in ga organizirati kot organski del cesarstva. Avstrijskega poveljnika Roggendorfa je pregnal iz Budima in 29. avgusta 1541 s prevaro prevzel oblast v Budimu in Pešti na nasprotnem bregu Donave. Po osvojitvi je takoj ustanovil prvi srednjeevropski eyalet (provinca, pašaluk) s prestolnico v Budimu.
Istega leta je osvojil še več ogrskih mest: Szeged, Kaloča in Subotica. V letih 1543–44 so Osmani  osvojili utrdbe Nógrád, Vác, Fehérvár, Pécs in Siklós in jih vključili v novi pašaluk.
Leta 1552 se je pašaluk razširil na sever. Ustanovljen je bil Temišvarski pašaluk. Vojaški nadzor nad okoliškimi območji je bil voden iz Budima.
Naslednje leto se je napredovanje Osmanov upočasnilo in ozemlje Budimskega pašaluka se ni spremenilo do konca petnajstletne vojne in sklenitve Žitvanskega miru, s katerim so Osmani izgubili ozemlja severno od  Nógráda. Eger in Kaniža, osvojena v tej vojni, sta bila kmalu organizirana kot sandžaka Budimskega pašaluka.
Z ustanovitvijo Egerskega (1596) in Kaniškega pašaluka (1600) se je ozemlje Budimskega pašaluka bistveno zmanjšalo. Budimski pašaluk je zaradi glavnega pristanišča ne Donavi kljub temu  ostal najpomembnejša osmanska provinca v Srednji Evropi.
V 17. stoletju je Kara Mustafa Paša osvojil obsežna območja Habsburške Ogrske in njene vazalne kneževine Transilvanije, samega Dunaja pa mu leta 1683 ni uspelo  osvojiti. Neuspelo obleganje Dunaja je napovedalo postopno upadanje osmanske moči v Evropi. Budim so 2. septembra 1686 zasedle čete Svete lige.

## Vojska
Vojaški spopadi na osmansko-habsburški meji so bili reden pojav, zato je bila tam stalno prisotna vojska. Če vojski ni poveljeval sultan ali veliki vezir,  je poveljevanje prevzel budimski paša. Njegova pristojnost se je razširila tudi na Temišvarski (1552), Egerski (1596), Kaniški  (1600) in Varadski pašaluk (1660).
Naziv  "budinski paša" je bil leta 1623 povišan v "veliki poveljnik".
Število vojakov v provinci v tem času je težko oceniti. Obstajajo dokumenti, ki omenjajo 10.200 vojakov v trdnjavah leta 1546, in 12.451 vojakov leta 1568. Na voljo so bile tudi pomožne čete, spahije, vendar zanje ni na voljo natančnih podatkov. Stroški vzdrževanja te velike vojske so zelo obremenjevali proračun pokrajine in Osmanskega cesarstva. Leta 1552, na primer, je Porta  za oskrbo vojske v Budim poslala  440.000 zlatnikov.

## Trdnjave
Osmansko cesarstvo si je prizadevalo okrepiti trdnjave na Budinu. Zgradilo je več obrambnih obročev okoli Budima in branilo ceste proti Dunaju, saj je bil njihov cilj osvojiti habsburško prestolnico, kar jim ni uspelo.
Najpomembnejši trdnjavi okrog Budima sta bili Esztergom in Székesfehérvár ter manj pomembni Vác in Višegrad. Na jugu je bila najpomembnejša trdnjava Szigetvár.

## Budim
V 145 letih osmanske vladavine mesto Budim ni bilo preurejeno v "italijansko" obrambno trdnjavo, kakršne so bile takrat v modi. Staro trdnjavo so razširili z obzidjem Víziváros in na Gellértovem hribu zgradili majhno trdnjavo.
Budimski grad je že stal na mestu srednjeveškega gradu z več ali manj enakim  obzidjem. Osmani so v letih 1650 do 1653 dogradili nekaj stolpov, med njimi Stolp Murat Paše (turško Murad paşa kulesi). Povečali so obzidja na Gellértovem hribu,  Rózsadombu, Nap-hegyju in ob Donavi. Mudimski grad je dobil notranje obzidje z majhnimi odprtinami, ki so omogočale hitre premike.

## Administrativne enote
Po letu 1541 je bil  Budimski pašaluk razdeljena na naslednje sandžake:
1. Sandžak Budin (Buda)
2. Sandžak Semendire (Smederevo)
3. Sandžak İzvornik (Zvornik)
4. Sandžak Vushtrri (Vučitrn)
5. Sandžak Pojega (Požega)
6. Sandžak  Mohaç (Mohács)
7. Sandžak İstolni Belgrad (Székesfehérvár)
8. Sandžak Segedin (Szeged)
9. Sandžak Sirem (Srem)
10. Sandžak Kopan (Koppány)
11. Sandžak Şikloş (Siklós)
12. Sandžak Peçuy (Pécs)
13. Sandžak Vidin
14. Sandžak  Alacahisar (Kruševac)
15. Sandžak Çanad (Cenad)
16. Sandžak  Beçkerek (Zrenjanin)
17. Sandžak  Hipovo

Okoli leta 1566 je imel Budimski pašaluk naslednje sandžake:
1. Sandžak Budin (Buda)
2. Sandžak Semendire (Smederevo)
3. Sandžak Pojega (Požega)
4. Sandžak Mıhaç (Mohács)
5. Sandžak İstolni Belgrad (Székesfehérvár)
6. Sandžak Segedin (Szeged)
7. Sandžak Sirem (Srem)
8. Sandžak Baboça (Babócsa)
9. Sandžak Zigetvar (Szigetvár)
10. Sandžak Peçuy (Pécs)
11. Sandžak Estergon (Esztergom)
12. Sandžak Hatvan
13. Sandžak Filek (Filakovo)
14. Sandžak Seçen (Szécsény)
15. Sandžak Sonluk (Szolnok)
16. Sandžak Şimontorna (Simontornya)
17. Sandžak Kopan (Koppány)
18. Sandžak Şikloş (Siklós)
19. Sandžak Sekçay (Szekszárd)
20. Sandžak Novigrad (Nograd)
21. Sandžak Pespirim (Veszprém)

Okoli leta 1600 :
1. Sandžak Semendire (Smederevo)
2. Sandžak Sirem (Srem)
3. Sandžak  Ráckeve
4. Sandžak  Kopan (Koppány)
5. Sandžak  İstolni Belgrad (Székesfehérvár)
6. Sandžak  Mıhaç (Mohács)
7. Sandžak  Şikloş (Siklós)
8. Sandžak  Seçuy

Leta 1610 je imel pašaluk naslednje sandžake:
1. Sandžak Budin (Buda)
2. Sandžak Sirem (Srem)
3. Sandžak Ráckeve
4. Sandžak Kopan (Koppány)
5. Sandžak İstolni Belgrad (Székesfehérvár)
6. Sandžak Mıhaç (Mohács)

Pred koncem osmanske administracije, se pravi pred letom 1699, so v pašaluk spadali naslednji sandžaki:
1. Sandžak Budin (Buda)
2. Sandžak Sirem (Srem)
3. Sandžak Semendire (Smederevo)
4. Sandžak Sekçay (Szekszárd)
5. Sandžak Şimontorna (Simontornya)
6. Sandžak İstolni Belgrad (Székesfehérvár)
7. Sandžak Estergon (Esztergom)
8. Sandžak Mohaç (Mohács)
9. Sandžak Peçuy (Pécs)

## Vira
- Peter Rokai, Zoltan Đere, Tibor Pal, Aleksandar Kasaš. Istorija Mađara, Beograd, 2002.
- Dušan J. Popović. Srbi u Vojvodini, knjiga 1, Novi Sad, 1990.